# San Lorenzo de El Escorial
San Lorenzo de El Escorial – miasto w Hiszpanii, we wspólnocie autonomicznej Madryt. W 2007 liczyło 16 531 mieszkańców.
W mieście znajduje się Escorial, monumentalny zespół pałacowo-klasztorno-biblioteczny, panteon królów i książąt hiszpańskich.